# Elsie Blundell
Pour les articles homonymes, voir Blundell.
Elsie-Jane Blundell, née Wraighte en août 1990, est une personnalité politique britannique du Parti travailliste. Elle est députée pour la circonscription Heywood and Middleton North depuis 2024. 

## Biographie

### Jeunesse et éducation
Elsie Wraighte naît en août 1990.
Elle est originaire de Barrow-in-Furness, Cumbria, Angleterre. Elle fréquente l'Ulverston Victoria High School et le Barrow Sixth Form College. Première personne de sa famille à aller à l'université, elle étudie la politique et les relations internationales à l'université de Manchester, où elle obtient son diplôme en 2012. Elle déménage à Rochdale en 2015.

### Carrière politique
À partir de 2019, elle est conseillère Labour and Co-operative Party pour la circonscription de Balderstone et Kirkholt du Rochdale Metropolitan Borough Council ; elle est réélue en 2022 et 2023,.
Lors des élections générales de 2024, Elsie Blundell est élue députée travailliste de la circonscription Heywood and Middleton North, elle obtient 15 069 voix (40,6 %) et dépase de 6 082 voix le candidat Steve Potter.

### Vie personnelle
En 2022, elle épouse John Blundell, un autre conseiller municipal de Rochdale Borough Council.